# Arthur Thomson (anatomista)
Arthur Thomson (21 de março de 1858, Edimburgo - 7 de fevereiro de 1935, Oxford) foi um anatomista e antropólogo britânico. Ele é mais lembrado por sua formulação da regra do nariz de Thomson, que afirma que grupos étnicos originários de climas frios e áridos tendem a ter narizes mais longos e mais finos, enquanto aqueles em climas quentes e úmidos tendem a ter narizes mais curtos e grossos. A explicação fisiológica subjacente para a Regra de Thomson é que os narizes ajudam a aquecer e umidificar o ar inspirado; um nariz mais longo e fino aumenta a área de contato relativa entre o fluxo de ar e a cavidade nasal e, como tal, torna-se uma característica altamente selecionada em climas mais frios.

## Biografia
Thomson foi educado na Universidade de Edimburgo, na Escócia. Em 1885, ele foi contratado por Henry Acland para dar aulas de anatomia na Universidade de Oxford. Acland estava determinado a criar uma escola de medicina em Oxford, mas depois que adoeceu, Thomson teve que arcar com grande parte da carga administrativa. Isso eventualmente o impediria de atingir seu potencial como acadêmico. Depois que o diploma de antropologia foi estabelecido em 1905, Thomson foi um dos três professores que formaram o departamento de antropologia de Oxford até se aposentar em 1933.  De 1919 até sua aposentadoria, ele foi Professor de Anatomia em Oxford e também foi bolsista na Christ Church, Oxford.  Ele foi eleito presidente da Sociedade Anatômica da Grã-Bretanha e Irlanda de 1906 a 1908.
O seu principal passatempo era a pintura em aquarela, e expôs trabalhos ocasionalmente na Royal Academy, onde foi professor de anatomia de 1900 a 1934.